# Vlajka Žemaitska

Vlajka Žemaitska

Žemaitská vlajka (žemaitsky: Žemaitėjės vieliava) je vlajka západního regionu Litvy Žemaitska. Byla schválena roku 1994 litevskou heraldickou komisí. Je jednou z nemnoha vlajek světa, která není obdélníkového tvaru (podobně jako vlajka Nepálu). Na pravé straně vlajky je zářez. Na vlajce je zobrazen národní znak Žemaitska. Lemování je červené, na levé straně čerchované. Bílá barva symbolizuje čestnost, spravedlivost, víru, světlo.
První zmínky o vlajce Žemaitska sahají k roku 1565.[zdroj?]